# Roederiodes vockerothi
Roederiodes vockerothi är en tvåvingeart som beskrevs av Chillcott 1961. Roederiodes vockerothi ingår i släktet Roederiodes och familjen dansflugor.
Artens utbredningsområde är Florida. Inga underarter finns listade i Catalogue of Life.